# 巴仁哲里木镇
巴仁哲里木镇，是中华人民共和国内蒙古自治区兴安盟科尔沁右翼中旗下辖的一个乡镇级行政单位。

## 行政区划
巴仁哲里木镇下辖以下地区：
阿木古楞社区、呼斯楞社区、吉日嘎郎社区、达巴音扎拉嘎嘎查、索根嘎查、德日苏布拉格嘎查、好力特格嘎查、哲里木嘎查、巴彦温都尔嘎查、查日顺扎拉嘎嘎查、宝日根嘎查、哈旦阿拉嘎嘎查、查干登吉嘎查、翁根海拉苏嘎查、铁日很哈达嘎查、扎木钦嘎查、格日哈达嘎查、巴彦扎拉嘎嘎查、额布根乌拉嘎查和哈日努拉防火站生活区。